# Swing Romance
Pour plus de détails, voir Fiche technique et Distribution.
Swing Romance (Second Chorus) est un film musical américain réalisé par H. C. Potter, sorti en 1940.

## Synopsis
Danny O'Neill (Fred Astaire) et Hank Taylor (Burgess Meredith), trompettistes à l'orchestre universitaire Danny O'Neill's University Perenials, ratent intentionnellement leurs examens depuis sept ans pour profiter de la manne de l'orchestre. Lors d'un concert, ils rencontrent Ellen Miller (Paulette Goddard) et s'arrangent pour l'embaucher comme impresario. Les deux hommes rivalisent auprès d'elle en essayant de faire renvoyer l'autre.
Artie Shaw vient écouter les Perenials, qui lui ont soufflé plusieurs concerts, et embauche Ellen. Elle essaye d'obtenir une audition pour Danny et Hank, mais ils se sabotent à nouveau. Ellen fait la connaissance de Lester Chisholm (Charles Butterworth), qui accepte de financer un concert de Shaw. Danny réussit à convaincre Chisholm de faire jouer à Shaw une de ses compositions.

## Fiche technique
- Titre : Swing Romance
- Titre original : Second Chorus
- Réalisation : Henry C. Potter
- Scénario : Elaine Ryan (en) et Ian McLellan Hunter sur une histoire originale de Frank Cavett
- Musique originale : Artie Shaw
- Chansons : Artie Shaw, Bernard Hanighen (en), Hal Borne (en) ; paroles : Johnny Mercer
- Image : Theodor Sparkuhl
- Montage : Jack Dennis
- Son : William Wilmarth
- Direction artistique : Boris Leven
- Costume : Helen Taylor
- Production : Boris Morros (en), Robert Stillman (producteur associé) et Fred Astaire (producteur associé non crédité)
- Studio : Astor Pictures Corporation et Paramount Pictures
- Pays de production :  États-Unis
- Langue : anglais
- Format : noir et blanc - 1,33:1 - son mono (Western Electric Mirrophonic Recording) - 35 mm
- Genre : Film musical et comédie romantique
- Durée : 84 minutes
- Dates de sortie : 
  - États-Unis : 3 décembre 1940 (première à New York), 3 janvier 1941 (sortie nationale)
  - France : 9 avril 1947

## Distribution
- Fred Astaire : Danny O’Neill
- Paulette Goddard : Ellen Miller
- Artie Shaw : Lui-même
- Charles Butterworth : J. Lester Chisholm
- Burgess Meredith : Henry « Hank » Taylor
- Frank Melton : Stu
- Jimmy Conlin (crédité Jimmy Conlon) : Mr. Dunn
- Don Brodie : le greffier
- Marjorie Kane : la secrétaire de Mr. Whiteman
- Joan Barclay : la réceptionniste
- Willa Pearl Curtis (en) : la femme de ménage
- Michael Visaroff : Sergueï (non crédité)

## Autour du film
- Les talents de danseuse de Paulette Goddard étaient fort modestes avant le film. C'est Fred Astaire lui-même qui l'a aidé à accomplir une prestation très honorable[réf. souhaitée].

## Commentaires
- Fred Astaire est assez peu convaincant en trompettiste. En 1968, il a déclaré que ce film était le pire qu'il ait jamais fait, une opinion qui n'engage que lui[réf. souhaitée].

## Galerie

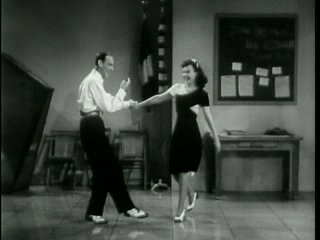
Fred Astaire et Paulette Goddard
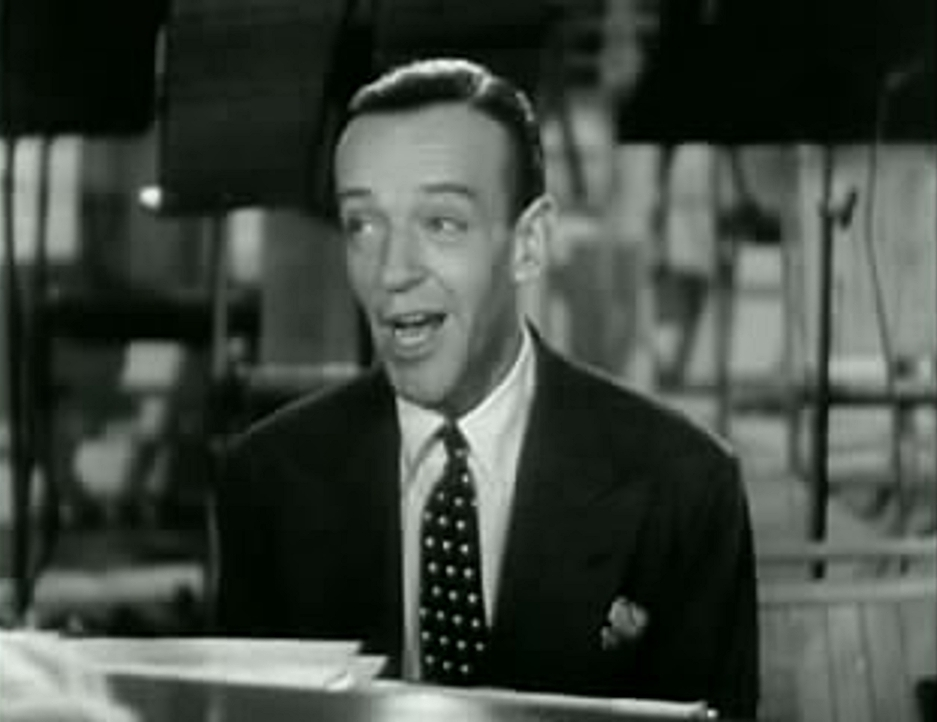
Fred Astaire
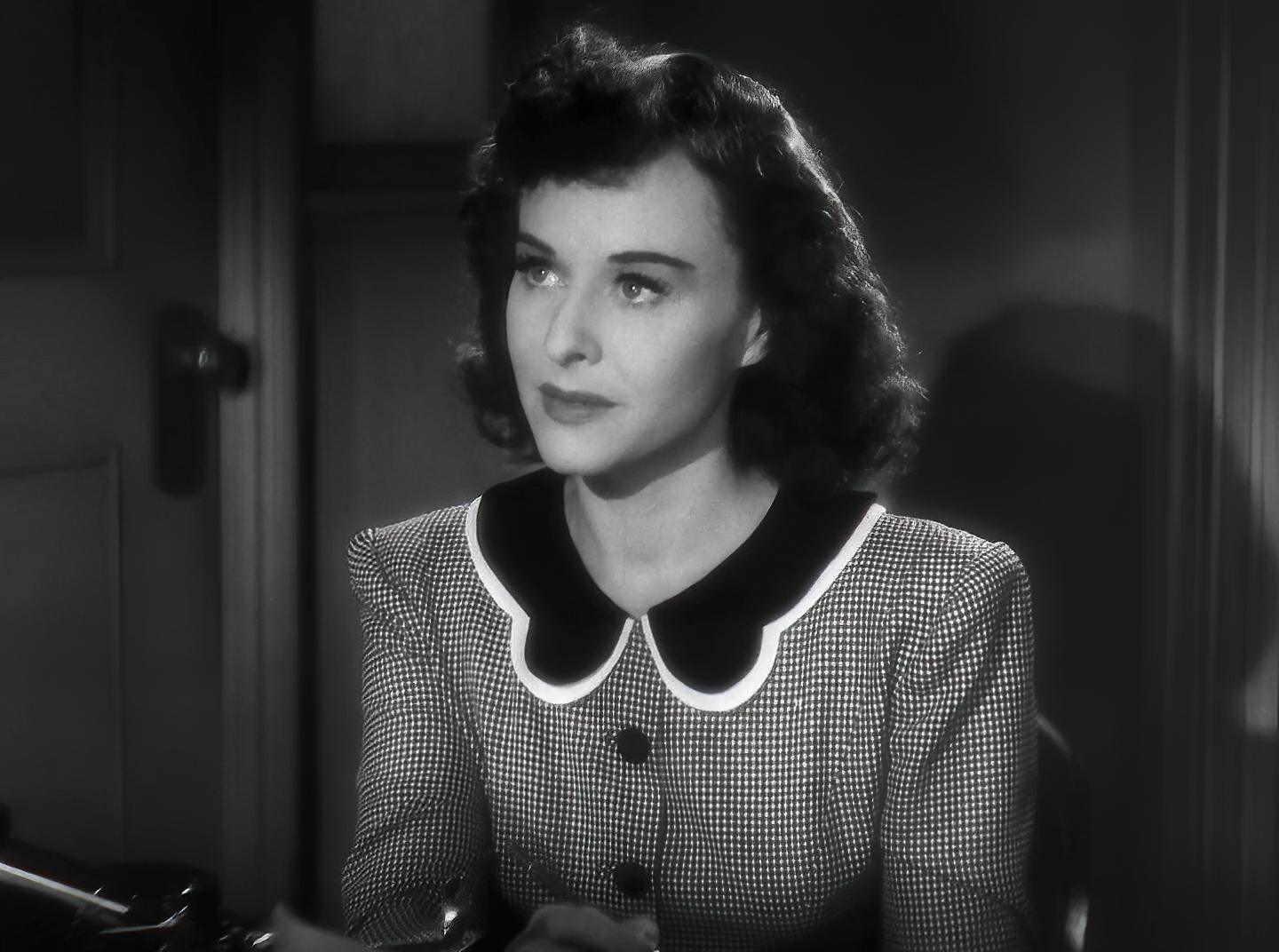
Paulette Goddard
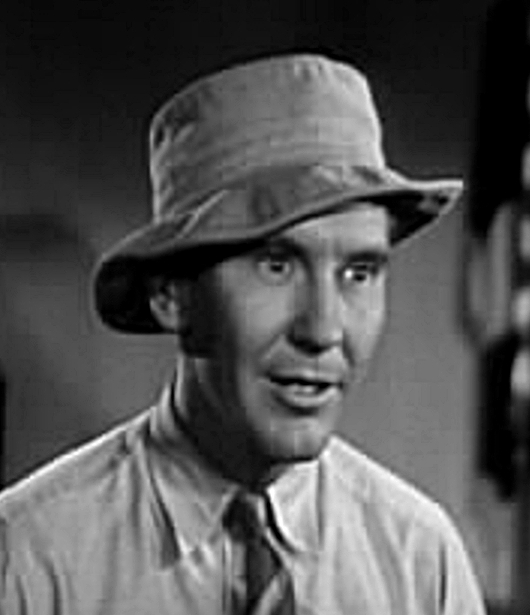
Burgess Meredith
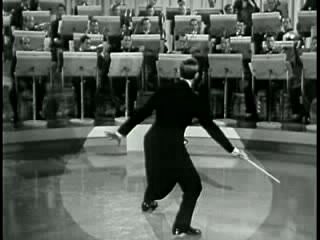
Fred Astaire